# Wałpusz (Ort)
Wałpusz (deutsch Waldpusch, masurisch Wałpusz) ist ein Ort in der Landgemeinde Szczytno (Ortelsburg) im Powiat Szczycieński (Kreis Ortelsburg) der polnischen Woiwodschaft Ermland-Masuren.

## Geographische Lage
Wałpusz liegt in der südlichen Mitte der Woiwodschaft Ermland-Masuren, sechs Kilometer nördlich der Kreisstadt Szczytno (deutsch Ortelsburg).

## Geschichte

### Ortsname
Der Ort liegt am Westufer des Waldpusch-See (polnisch Jezioro Wałpusz), dessen erste Nennungen auf die Zeit um 1420 zurückgehen. Damals hieß der See Alpus, auch Walpus. Der Name wurzelte in der Altpreußischen Sprache und lässt sich unter Einbeziehung der Hethitischen, der Litauischen und der Lettischen Sprache als „jung, frisch“ deuten. Im Deutschen schob sich durch eine Umdeutung zu „Wald“ ein „d“ ein.

### Ortsgeschichte
Bis 1707 gehörte das Gut dem polnischen Stamme des Adelsgeschlechts Roch I oder II, das mit dem Tod von Christoph von Roch am 21. Februar 1707 erlosch. 
Um 1785 werden in dem adeligen Dorf zwölf Feuerstellen beschrieben; Patron oder Gutsherr ist ein Fr. von Bogdanski. Im 18. Jahrhundert hatte das Gut rund 100 ha und gehörte Wilhelm von Colrep. 
Im Jahre 1874 wurde der Gutsbezirk Waldpusch ion den neu errichteten Amtsbezirk Schöndamerau (polnisch Trelkowo) im ostpreußischen Kreis Ortelsburg eingegliedert. Um 1890 wird die Einwohnerzahl mit 61 angegeben, und 1910 waren es 41. Nach 1900 wurde das Gut wegen Überschuldung aufgeteilt.
Aufgrund der Bestimmungen des Versailler Vertrags stimmte die Bevölkerung im Abstimmungsgebiet Allenstein, zu dem Waldpusch gehörte, am 11. Juli 1920 über die weitere staatliche Zugehörigkeit zu Ostpreußen (und damit zum Deutschen Reich) oder den Anschluss an Polen ab. In Waldpusch stimmten 28 Einwohner für den Verbleib bei Ostpreußen, auf Polen entfielen keine Stimmen.
Am 30. September 1928 endete die Eigenständigkeit des Gutsbezirks Waldpusch mit seiner Eingliederung in die Nachbargemeinde Seelonken (bis 1912 Zielonken, 1938 bis 1945 Ulrichsee, polnisch Zielonka).
In Kriegsfolge kam Waldpusch 1945 mit dem gesamten südlichen Ostpreußen zu Polen und erhielt die polnische Namensform „Wałpusz“. Heute ist es eine Ortschaft im Verbund der Landgemeinde Szczytno (Ortelsburg) im Powiat Szczycieński (Kreis Ortelsburg), bis 1998 der Woiwodschaft Olsztyn, seither der Woiwodschaft Ermland-Masuren zugehörig.

## Kirche
Kirchlich war Waldpusch bis 1945 in die evangelische Kirche Ortelsburg in der Kirchenprovinz Ostpreußen der Kirche der Altpreußischen Union sowie in die katholische Kirche Ortelsburg im Bistum Ermland eingepfarrt. Heute gehört Wałpusz ebenfalls zu den Kirchen der Kreisstadt Szczytno – der dortigen evangelischen Kirche in der jetzigen Diözese Masuren der Evangelisch-Augsburgischen Kirche in Polen sowie zur katholischen Pfarrkirche Mariä Himmelfahrt, jetzt im Erzbistum Ermland gelegen.

## Verkehr
Wałpusz ist ein wenig abseits gelegen. Der Ort ist über eine Nebenstraße von der Landesstraße 58 südlich von Zielonka aus zu erreichen. An der westlichen  Ortsgrenze entlang verlief bis 1992 (Personenverkehr) bzw. 2002 (Güterverkehr) die Bahnstrecke Czerwonka–Szczytno (deutsch Rothfließ–Ortelsburg), deren nächstgelegene Bahnstation Ochódno (Achodden, 1938 bis 1945 Neuvölklingen) war. Die Bahnstrecke ist geschlossen und wird seit 2015 demontiert.